# Anvari
Anvari  (en persan : انوری, c. 1126 à Abiverd, Turkestan - 1189 à Balkh, Khorassan) est un poète iranien du XIIe siècle.

## Biographie
Anvari naît vers 1126 à Abiverd dans le Turkestan.
Awhad-od-Dîn Ali, qui prit le talralloç (nom d'auteur) d'Anvari, naquit aux environs d'Abiverd (Khorasân), fit ses études au collège de Tus et mena une vie plus ou moins besogneuse jusqu'à ce qu'il pût présenter au sultan Sandjar une qacîda qui fut la source de sa fortune. Pendant la captivité de ce prince, il décrivit dans sa célèbre élégie : « Larmes du Khorasan la dévastation de cette province par les Ghozz ». Après la mort de Sandjar, il vécut probablement à la cour des princes de Merv, puis tomba en disgrâce parce qu’il avait annoncé, d’après un calcul astrologique, un orage pour une journée qui fut entièrement calme. Il se rendit à Nichapur puis vécut dans la retraite à Balkh ; il y mourut peu après, entre 1189 et 1191. Anvari, très admiré des Iraniens pour ses panégyriques, tient dans leur estime une place analogue à celle que les Arabes assignent au poète Moutanabbi. Entre eux deux, l’on trouve quelque similitude de génie, quant au fond et à la splendeur de la forme. Il est artiste savant et par sa technique poétique et par ses connaissances générales. C’est par ses qacîdas qu’il se montre grand poète. Onçori et Farrohri avaient déjà montré leur maîtrise en ce genre littéraire ; mais Anvari le porte à sa perfection, surtout dans les pièces où le panégyrique n’étouffe pas l’inspiration lyrique et morale. Son défaut est la complication : la variété et l’étendue de ses connaissances l’entraînent souvent à des conceptions incompréhensibles sans le secours d’un commentaire étendu.
Il meurt vers 1189 à Balkh dans le Khorassan en Afghanistan.

## Quelques extraits traduits

### Chagrin d'amour
L'étendard de ta beauté a surpassé la lune ; ton injustice envers mon cœur a passé la mesure ; le feu de la séparation a dévoré mon âme ; l'ennui que je sens loin de toi a submergé ma tête ; ce qui passa d'amour, hier soir, sur ton esclave, ne passera jamais sur aucun des amants ; mes pleurs amers ont mis le trouble dans le monde, et plus haut que le ciel s'est élevée ma plainte. Ton image, hier soir, à moi s'est présentée, et mon œil répandit des perles à ses pieds de sorte qu'en passent elle foulait des perles. Mes pleurs ont surpassé le rubis en rougeur ; et ma face est encore plus pâle que l'or jaune.

### Avantages des voyages
En voyageant, l'homme s'instruit ; il y gagne des dignités, y trouve un trésor de richesses ; le voyage enseigne talents. De ce pays où tu deviens méprisable aux yeux des humains, déménage rapidement pour aller vers un autre lieu. Si l'arbre pouvait se mouvoir et s'en aller de place en place, il ne subirait les offenses ni de la soie ni de la hache. Vivant dans sa ville natale, l'être humain reste sans mérite ; lorsqu'elle est encor dans la mine, la gemme n'a pas de valeur. Il faut que tu regardes bien l'état de la terre et du ciel : si l'un demeure immobile, l'autre sans cesse est en voyage.

### Qu'est donc l'amour?
Qu'est donc l'amour ? C'est subir des épreuves ; c'est faire connaissance avec peine et chagrin, sentir la pointe de la dague du destin, se transformer en une cible pour sa flèche ; c'est ne plus s'occuper de tous les autres liens quand on s'est mis au pied le lien de l'être aimé ; et c'est pour la durée de toute l'existence, sous le pied du malheur que cause l'être aimé, resté courbé comme le bout de ses cheveux ; c'est être devant lui simple atome dans l'air lorsque s'est dévoilé le soleil de sa face ; c'est consentir à toute espèce de tourments ; c'est renoncer à toute espèce de pouvoir ; et c'est lui demeurer obstinément fidèle, fussiez-vous malmené par cent vexations ; c'est servir au moulin de pierre inférieure, si même cet amour doit vous moudre les os.

### Conseil
Si tu désires que ton œuvre soit la meilleure en ce bas monde, fais donc une de ces deux choses, car elle tiendra lieu du reste : ou de ce que tu sais fais profiter autrui, ou bien apprends d’autrui ce que tu ne sais pas.